# Lübeck-St. Jürgen

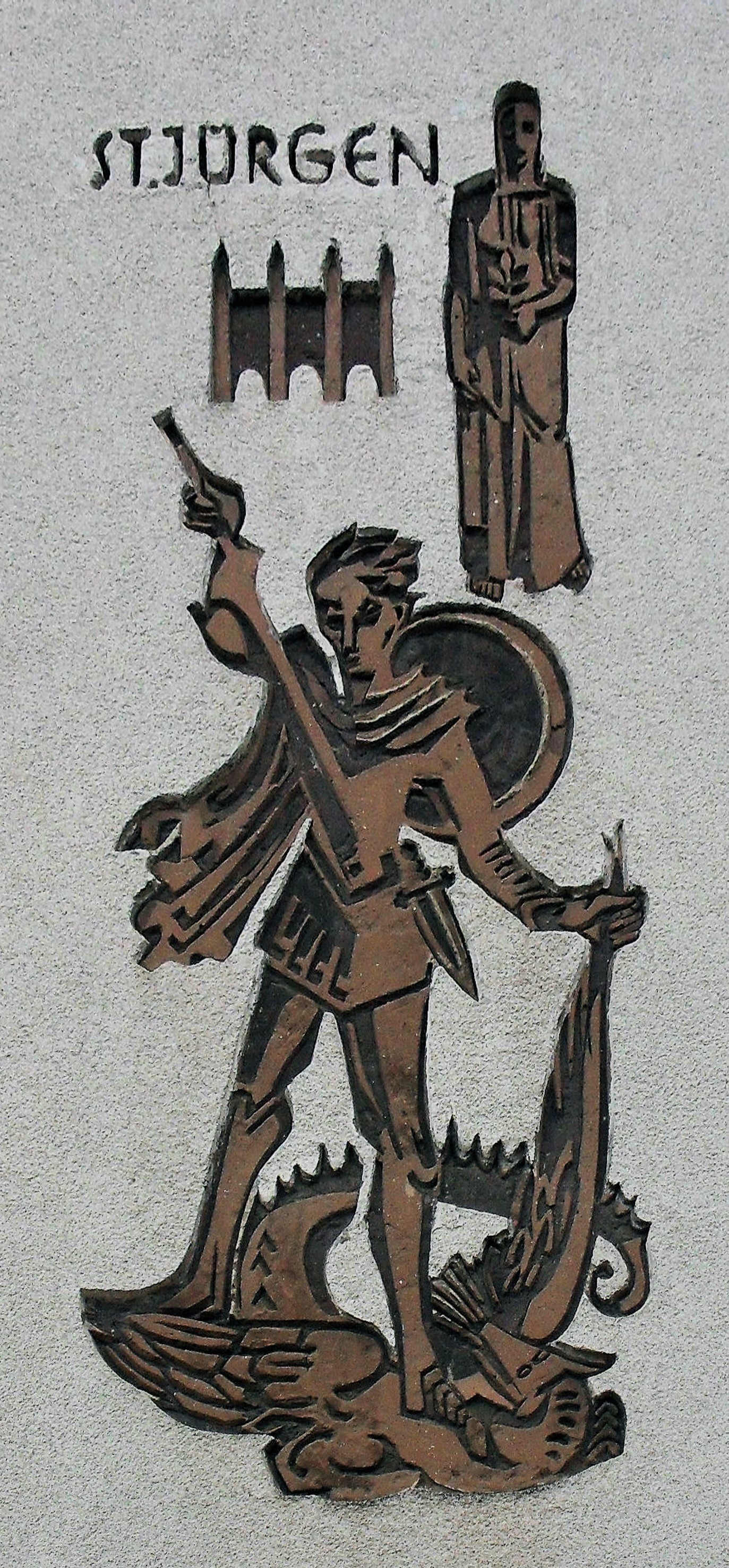
Darstellung des namengebenden St. Jürgen am Gebäude Ratzeburger Allee 104

St. Jürgen ist ein Stadtteil von Lübeck vor dem ehemaligen Mühlentor im Süden außerhalb der ehemaligen Stadtmauern. Der Name St. Jürgen (St. Georg) entspricht wie bei St. Lorenz und St. Gertrud dem Patron der Vorstadtkirche. Der Stadtteil umfasst die Stadtbezirke Hüxtertor-Mühlentor-Gärtnergasse (02), Strecknitz/Rothebek (09), Blankensee (10), Wulfsdorf (11), Beidendorf (12), Krummesse (13), Kronsforde (14), Niederbüssau (15), Vorrade (16), Schiereichenkoppel (17) und Oberbüssau (18).

## Lage

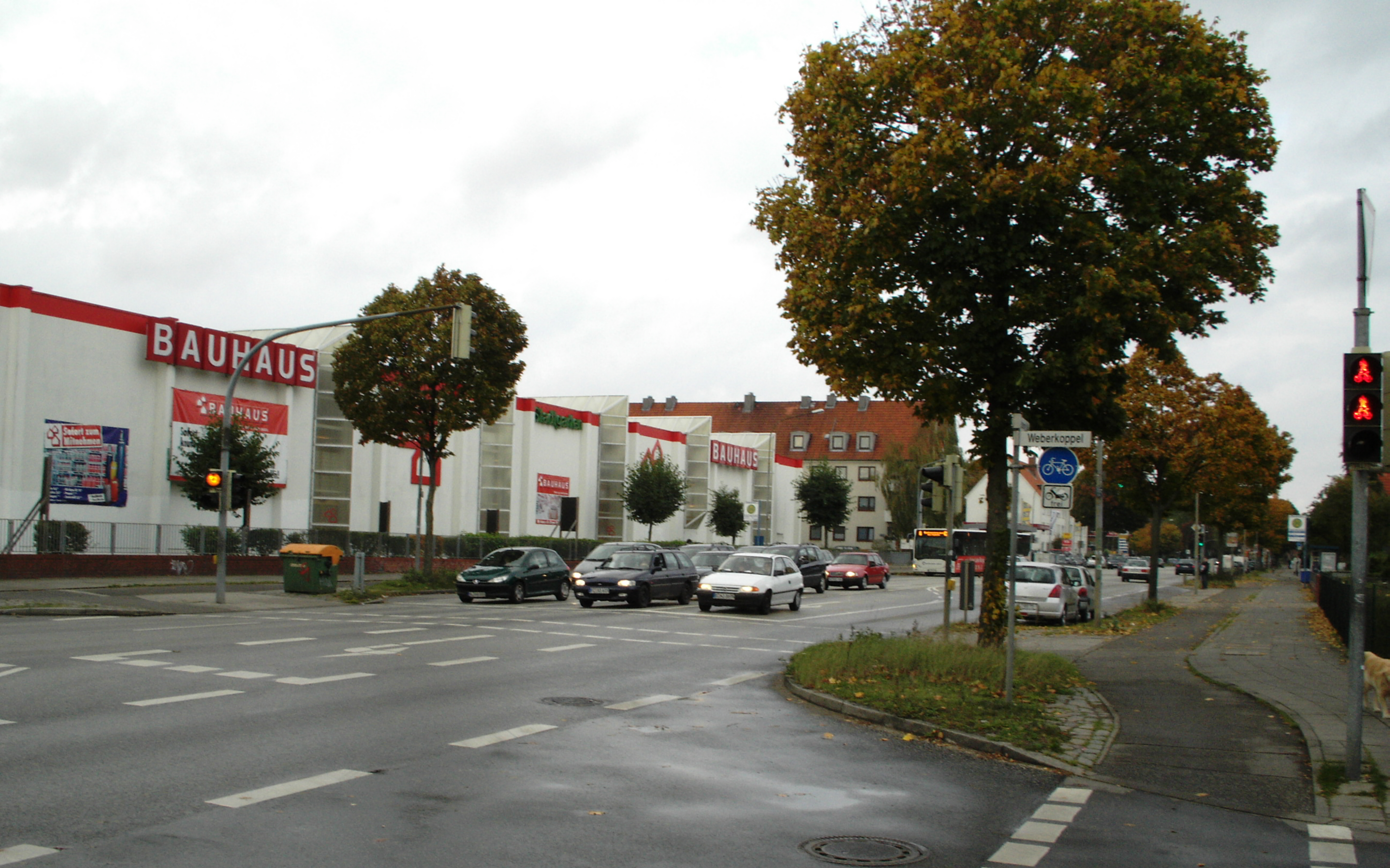
Lübeck-St. Jürgen: Ratzeburger Allee in Richtung Innenstadt

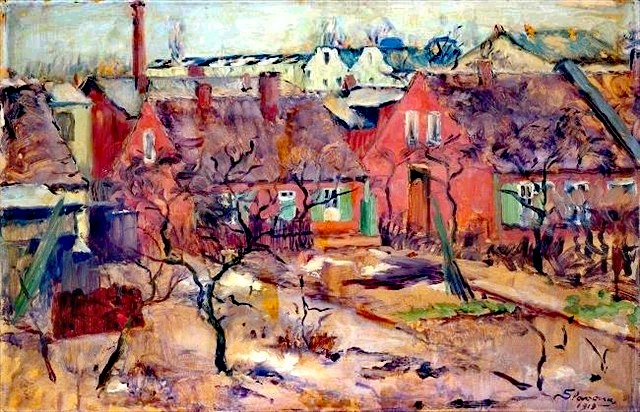
Kahlhorst

Das Gebiet wird im Norden durch den Elbe-Lübeck-Kanal, im Osten durch die Wakenitz und im Süden und Westen durch die Stadtgrenzen bestimmt. Die geschlossene Bebauung im Anschluss an die Innenstadt endet südlich des Hochschulstadtteils. Innerhalb dieser geschlossenen Bebauung liegen die zwei Gewerbegebiete des Stadtteils, das alte seit Anfang des 20. Jahrhunderts an der Geniner Straße mit dem auffälligen Gasometer (2021 abgebrochen) und das neue seit den 1970er Jahren an der Malmöstraße. Die überwiegend 1935 eingemeindeten Landgemeinden bilden Inseln geschlossener Bebauung in Landschaftsschutzgebieten und landwirtschaftlich genutzten Flächen. Sie haben z. T. Reste des ursprünglichen dörflichen Charakters behalten. In diesem Gebiet liegen auch die Deponie Niemark und der Flughafen Lübeck-Blankensee.

### Historische Beschreibung
Aus einer städtischen Verordnung vom 23. März 1861:
Zur Vorstadt St. Jürgen gehören alle Grundstücke vor dem Mühlenthore und dem Hüxterthore,
welche umschlossen werden vom Mühlenthorzingel ab durch den Krähenteich, den Hüxterthorzingel
die Wacknitz, die Feldmarken von Strecknitz, Mönkhof, Vorrade und Genin,
durch die Trave und den Stadtgraben bis zum Mühlenthorzingel; so wie außerdem die
Grundstücke des Grönauer Baums.

## Geschichte

### Bis zur Aufhebung der Torsperre (1864)
Der Kern der Gebiete gehörte bereits seit dem Wiederaufbau der Stadt 1159 unter Heinrich dem Löwen zur Stadt und dem Bistum Lübeck. Der kleine Teil des Gebiets östlich der heutigen Innenstadt und nördlich der heutigen Moltkestraße ist durch die Anstauung der Wakenitz bereits im Mittelalter erheblich umgestaltet worden. Der kleine Landzipfel, den die Wakenitz umfloss, wurde durch die erhebliche Anhebung des Wasserspiegels feucht. Sein nördlicher Teil, die Falkenwiese (Falkenstraße) wurde für die nicht unbedeutende Falkenzucht und Falkenjagd genutzt. Kaiser Friedrich II. erhielt 1240 einen Falken aus Lübeck.
Südlich der Innenstadt in dem Gebiet, das durch die Ratzeburger Allee und die Kronsforder Allee erschlossen wurde, entstand südlich der Gabelung der Alleen um 1240 das St. Jürgen Hospital, eines von mehreren durchweg St. Jürgen gewidmeten Siechenhäusern für Leprakranke im Umfeld der Stadt, das im Dreißigjährigen Krieg 1629 mit der später (1341) entstandenen St.-Jürgen-Kapelle, die dem Stadtteil den Namen gab, wegen des Ausbaus der Festungsanlagen nach Süden verlegt wurde.
Die Wälder aus Buchen und Eichen in diesem Gebiet wurden bis Ende des 14. Jahrhunderts für den Bedarf an Werk- und Brennholz gerodet. Die Bezeichnung Kahlhorst (Kahlhorststraße) für einen Teil dieses Gebietes beschreibt das Ergebnis dieser Rodungen, die in dieser Gegend für die Köhlereiwirtschaft vorgenommen wurden.
Die durch die Rodung entstandene Heide wurde teils als Weide für das in der Stadt gehaltene Milchvieh genutzt. In den Straßennamen Stadtweide, Bürgerweide und Osterweide ist dies bis heute erkennbar. Weitere Teile wurden an Ackerbürger verpachtet, die ihren Hof innerhalb der Stadtmauern hatten, Landwirtschaft jedoch vor den Toren betrieben. Weiter entfernt liegende Grundstücke entwickelten sich zu Außenhöfen (Gut Strecknitz, Hof Rothebeck, Mönkhof, Ringstedten- und Elswighof), von denen noch heute der Mönkhof und der Ringstedtenhof existieren. Andere Teile gehörten den Stiftungen (St. Jürgen und Heiligen-Geist-Hospital, St. Annen Armen und Werkhaus, St. Clemens-Kaland, Antoniusbruderschaft) und wurden von ihnen bewirtschaftet.

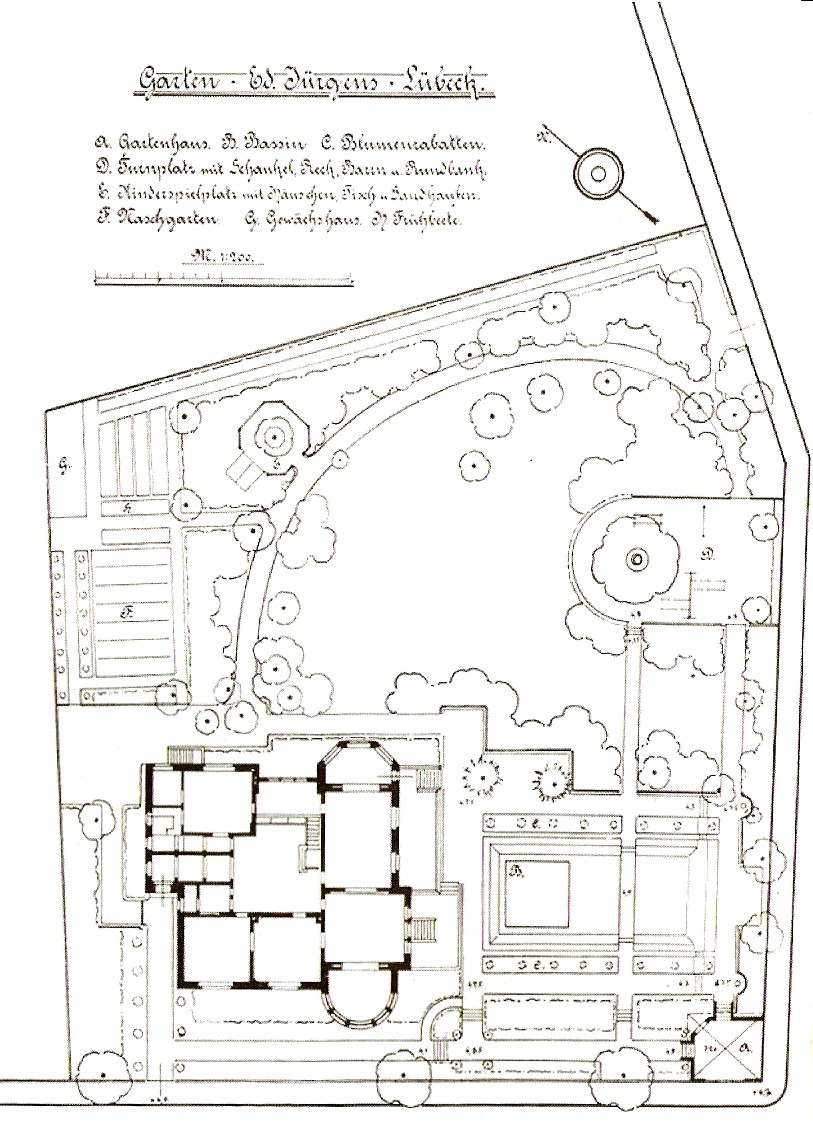
Garten Ed. Jürgens, Bäckerstraße, Entwurf Erwin Barth, Februar 1908

Gewerbliche Tätigkeit wurde vor den Stadtmauern ausgeübt, soweit sie insbesondere aus hygienischen Gründen nicht in der Stadt verrichtet werden konnte: Bleicher (Bleichenstraße), Leimsieder und Gerber vor dem Hüxtertor, Kienräucherei zur Herstellung von Druckerschwärze vor dem Mühlentor. Vor das Mühlentor wurde 1582 auch die Schweinehaltung verlagert. Die Stadt wies den Bäckern, die auf die Schweinehaltung als Nebenerwerb angewiesen waren, zum Ausgleich Flächen in der heutigen Bäckerstraße (früher: Schweinestraße) zur Schweinehaltung zu.
Vom Ende des 17. bis zum Ende des 18. Jahrhunderts wurden zunehmend Gebiete zur Anlage von Ziergärten genutzt. In derselben an den französischen Gärten orientierten Bewegung entstanden die ersten Alleen, von denen die Lindenallee zum Gut Strecknitz bis heute erhalten ist (Peter-Monnik-Weg). Als die Hüxtertorallee 1746 gepflastert wurde, ließ ein Anlieger die Straße mit Linden bepflanzen. So wurde die Hüxtertorallee die erste große Allee im Stadtgebiet. Bis 1800 wurden auch die Ratzeburger Allee und die Kronsforder Allee zu Alleen ausgebaut. Teile des Wakenitzufers wurden bis in die Zeit nach dem Ende des Zweiten Weltkriegs von Gärtnereibetrieben genutzt.
1799 eröffnete der Schwimmlehrer Anton Kreidemann an der Wakenitz in Höhe der heutigen Dorotheenstraße eines der ersten Schwimmbäder Norddeutschlands, die Kreidemannsche Anstalt, die bis 1898 bestand.
Ab 1800 entstanden beidseits der Ratzeburger Allee zahlreiche Kunst- und Handelsgärtnereien und einige Sommerhäuser, darunter die Lindesche Villa, das heutige Standesamt, in der Ratzeburger Allee und in der Bäckerstraße.
Weitergehender Gewerbe- und Wohnbebauung standen zunächst städtische Interessen entgegen. Zum einen sollten im Fall einer Belagerung einem Feind keine befestigten Bauten zur Verfügung stehen. Zum anderen ging es um wirtschaftliche Interessen (Zunftzwang und Akzise). Diese Beschränkungen wurden ab Mitte des 19. Jahrhunderts aufgehoben. Die Parzellierung des Gebietes ermöglichte ab 1860 Innenstadtbewohnern den Erwerb von Grundstücken. Weitere wesentliche Schritte waren die Aufhebung der Torsperre zum 1. Mai 1864, die Einführung der Gewerbefreiheit zum 1. Januar 1867 und die Abschaffung der Akzise zum 1. Januar 1875.

### Bis zum Ende des Ersten Weltkrieges (1918)

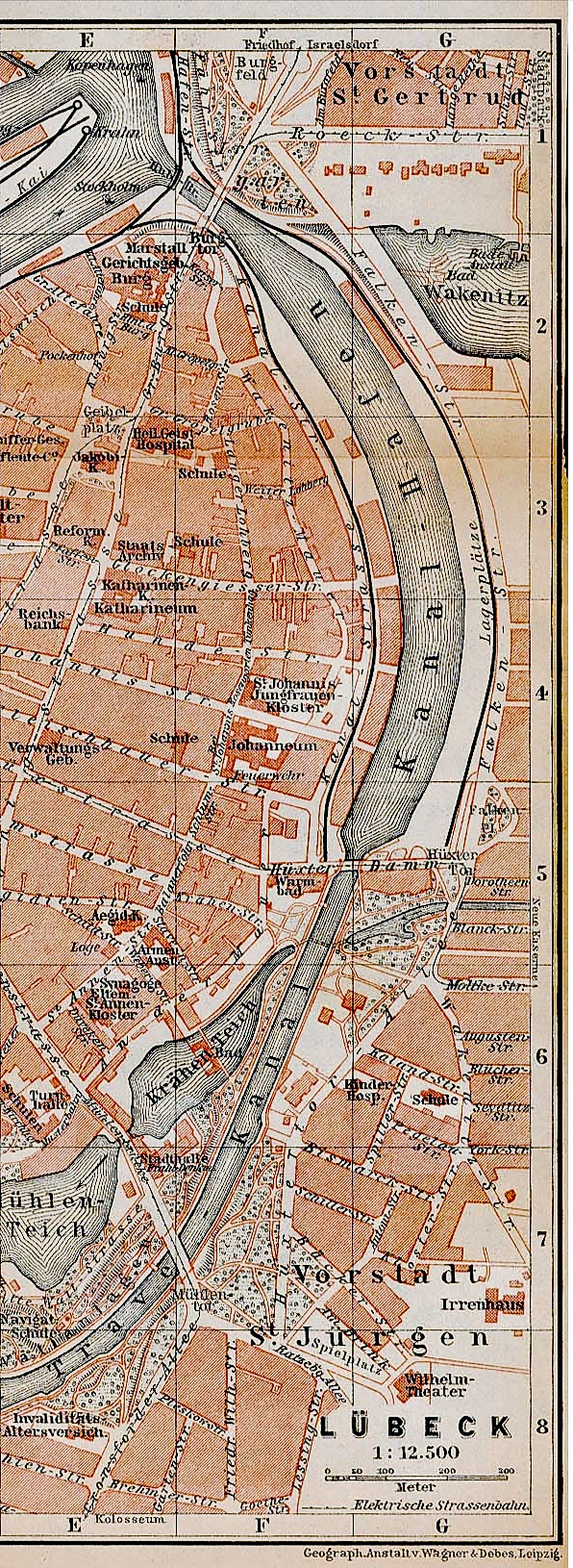
Stadtplanausschnitt 1910: Ohne Mühlenteller, Rehder-Brücke, Radbruchplatz; noch mit alter Hüxtertorallee, Kinderhospital, Wilhelm-Theater

Mit Aufhebung dieser Beschränkungen wuchs die Bevölkerung in St. Jürgen wie die anderen Vorstädte rasch. Es sind die Vorstädte, die das enorme Bevölkerungswachstum in Lübeck in der zweiten Hälfte des 19. Jahrhunderts aufnehmen. Bereits 1900 wohnen deutlich mehr Menschen in den Vorstädten als in der Innenstadt, deren Bevölkerung stagniert.
Neben einfacher, gleichartiger Bebauung zum Beispiel in der Elswigstraße (1871 nach dem Ratsherrn Wilhelm von Elswig benannt), entstand sehr bald nach der Aufhebung der Torsperre ein großbürgerliches Villenviertel zwischen Kronsforder Allee und Lindescher Villa (heute Standesamt) an der Ratzeburger Allee, das bis heute weitgehend erhalten ist. Anfang der 1870er Jahre wurde als erste große Straße in diesem Viertel noch ohne staatliche Planung die heutige Stresemannstraße (1875 zuerst Friedrich-Wilhelm Straße benannt) als Stichstraße zur Ratzeburger Allee angelegt.
Ordnung in das Wachstum brachte zunächst nur 1873 ein Gesetz zur Anlage von Straßen in den Lübecker Vorstädten, das für Hauptstraßen die Anlage von Vorgärten, breiten Gehwegen und die Bepflanzung mit Alleebäumen anordnete. Ein vom Wasserbaudirektor Peter Rehder entworfener Bebauungsplan wurde erst 1894 verabschiedet. Danach wurde verbindlich das Gebiet um die heutige Stresemannstraße zum reinen Wohngebiet.
1885 kaufte die Stadt den früheren Kahlhorst-Hof und errichtete auf seinem Gelände das Allgemeine Krankenhaus (ab 1943: Städtisches Krankenhaus Süd, heute Sana Kliniken), das am 18. Oktober 1887 eröffnet wurde. Die heutige Kalandschule, damals noch getrennt als Knaben- und Mädchenschule bezog 1886 ihr neues Schulgebäude.
Mit dem Bau des Elbe-Lübeck-Kanals, der ab 1896 gebaut und am 16. Juni 1900 eröffnet wurde, errichtete man auch den Falkendamm, der den Zufluss der höher gelegenen Wakenitz in den Krähenteich abschneidet. Zwischen dem Kanal und der Wakenitz entstand nördlich der 1892 von Ferdinand Wallbrecht auf eigene Kosten angelegten Moltkestraße in wenigen Jahren ein neues Wohngebiet, dessen Straßen (Attendornstraße 1902 usw.) ihren Namen nach Bürgermeistern der Stadt Lübeck aus der Bauzeit des Stecknitz-Kanals um 1390 erhielten. An der Wakenitz in Höhe des im Mittelalter als Zucht- und Übungsplatz von Falknern genutzten Falkenfeldes wurde 1899 das Freibad an der Falkenwiese eröffnet, das seit 1997 unter Denkmalschutz steht.
In dieser Zeit erfolgte die erste Bebauung in der ehemaligen Gärtnersiedlung Kahlhorst (Kahlhorststraße). Das obige Gemälde von Maria Slavona, das heute unter dem Titel Tauwetter bei Lübeck bekannt ist, trug in dem die damalige Ausstellung im Schabbelhaus begleitenden Artikel der Vaterstädtischen Blätter vom 18. März 1920 noch den Titel Kahlhorst. Hier entstand auch 1906 das Gebäude der „II. St. Jürgenschule“ (seit dem 28. Juli 1934: Kahlhorstschule), seit 2006 nur noch Grundschule.
Ab 1909 wurde die Heilanstalt Strecknitz auf einem Teil der Gemarkung des Gutes Strecknitz gebaut. Die Heil- und Pflegeanstalt für Geisteskranke wurde am 24. Oktober 1912 eröffnet und löste die Irrenanstalt an der Wakenitzstraße ab. Die im Heimatschutzstil gehaltenen Gebäude, die an ostholsteinische Gutshäuser erinnern sollen, wurden symmetrisch an einer Achsenstraße angelegt, die im Osten durch den 37 m hohen Glocken-, Wasser- und Uhrenturm abgeschlossen wird.
1913 wurde das Kinderhospital nördlich des Allgemeinen Krankenhauses (Krankenhaus Süd) an der Kahlhorststraße bezogen. Die erste Lübecker Kinderklinik an der Hüxtertorallee 41 wurde dafür aufgegeben. In diesem Kinderkrankenhaus kam es 1930 zu dem Lübecker Impfunglück.

### Bis zum Ende des Zweiten Weltkrieges (1945)
Die nach dem Ersten Weltkrieg herrschende große Wohnungsnot brachte auch in Lübeck eine Siedlungsbewegung hervor, die in den 1920er Jahren zum Bau der Siedlungen zuerst an der Gärtnergasse (ab 1919) und an der Vorrader Straße (heute Rothebeck) führte. Träger der Bautätigkeit waren verschiedene Bauvereine, die „Gemeinnützige Siedlergenossenschaft eGmbH“ und der „Bauverein Selbsthilfe“. Die vom Bauverein Selbsthilfe gebauten Häuser an der Gärtnergasse und im Lerchenweg fallen noch heute durch ihre Runddächer, also Satteldächer mit nach außen gewölbten Dächern auf. Große Grundstücke im Falkenhusener Weg sollen die Selbstversorgung der Bewohner ermöglichen.
Auch in der Siedlung Kahlhorst (ab 1926) bauen die Gemeinnützige Siedlergenossenschaft und der Bauverein Selbsthilfe (Friedrichstraße usw.). In Bauvereinssiedlung in der Friedrichstraße finden sich wieder bis heute die Runddächer, jetzt aber bei zweigeschossigen Doppel- und Vierfachhäusern.
Weiter im Osten näher bei der Ratzeburger Allee entstand Kleinhaus- und Reihenhausbebauung. 1931 wurde in diesem Bereich für die erheblich gewachsene Bevölkerung der Vorstadt St. Jürgen die Klosterhofschule errichtet.
Nachdem in den Jahren 1929 bis 1932 wegen der wirtschaftlichen Depression der Siedlungsbau fast zum Erliegen gekommen war, wurde in 1935 wieder im Falkenhusener Weg eine Reihe von Häusern gebaut.
Auch die heutige Rehderbrücke (früher Horst-Wessel-Brücke) wurde Mitte der 1930er Jahre gebaut und am 8. Juli 1936 dem Verkehr übergeben.

### Nach dem Zweiten Weltkrieg

#### 1950er und 1960er Jahre
Grönauer Baum, Nibelungensiedlung, Planetensiedlung (neben den Planeten wurden auch zwei Asteroiden – Pallas und Juno – als Namenspaten für Straßen herangezogen), Strecknitzer Tannen.

#### 1990er Jahre
Rothebek (Erweiterung Rosa-Luxemburg-Str. etc.)

#### 2000
Hochschulstadtteil auf Flächen des ehemaligen Gutes Strecknitz (2003), Bornkamp ebenfalls auf Strecknitzer Flächen, aber auf der westlichen Seite der Bahnstrecke Lübeck–Lüneburg und der B 207 neu (2005), Rothebek (2005 Erweiterung Auf der Domkoppel). In allen drei Gebieten wird weiterhin gebaut (Stand: Mai 2007).

## Bauwerke
- Kalandschule: Das heutige Gebäude wurde 1886 errichtet. Es diente zunächst als Doppelschulhaus der St. Jürgen-Knaben und der St. Jürgen-Mädchen Schule. Seit 1915 hieß die zusammengelegte Schule Erste St. Jürgen-Schule, seit 1934: Kalandschule. Seit 1976 ist die Kalandschule nur noch Grundschule.

- Kahlhorst-Schule: Der nördliche Bauteil wurde 1906 von Baudirektor Johannes Baltzer geplant und als erste Koedukationsschule Lübecks errichtet- mehr aus finanziellen denn aus pädagogischen Erwägungen. 1912 wurde sie vom gleichen Planer erweitert zu ihrer heutigen Größe. Zunächst hieß sie II. St. Jürgen-Schule, ab 1934 Kahlhorst-Schule. Während beider Weltkriege wurde die Schule wegen der Nähe zum Städtischen Krankenhaus Süd als Lazarett genutzt. Seit 2003 ist das Gebäude denkmalgeschützt. Seit 2006 ist die Kahlhorst-Schule nur noch Grundschule,

- Klosterhofschule: Die Schule wurde 1931 im Mönkhofer Weg 95 nach den Plänen von Baurat Pieper auf dem Gelände des Klosterhofes gebaut. Konzeptionell war das Gebäude durch Ideen des Schulreformers Sebald Schwarz bestimmt. Es galt zur Zeit der Entstehung als der modernste Schulbau Deutschlands.

- Kolosseum: Das Kolosseum ist ein Konzert-, Theater- und Veranstaltungssaal der Gesellschaft zur Beförderung gemeinnütziger Tätigkeit.

- Lindesche Villa (Standesamt)

- Mühlenteller: 1952 wurde die ursprüngliche Kreuzung als Kreisverkehr neu gestaltet. Die Hüxtertorallee wurde dazu einige Meter nach Norden verschwenkt. Der Armenfriedhof von St. Annen wurde dabei überbaut. Der frühere Verlauf der Allee ist an den teilweise erhaltenen Lindenbäumen noch undeutlich erkennbar.

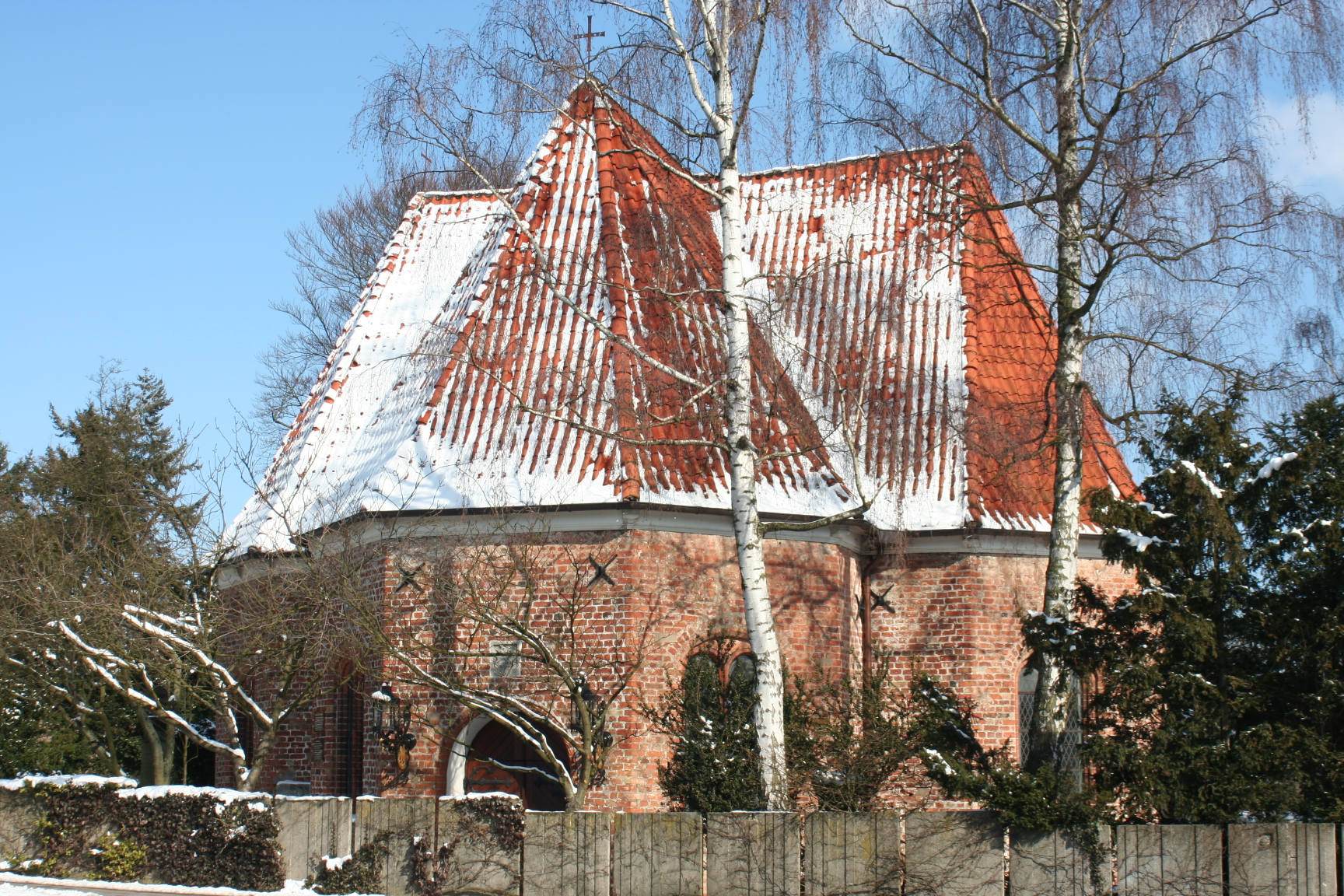
St.-Jürgen-Kapelle

- St.-Jürgen-Kapelle, Friedhof und Schulhaus: Die Kapelle wurde 1646 geweiht. Sie gehörte ursprünglich zum Dom und ist wie in vielen norddeutschen Städten St. Jürgen als dem Patron der Leprakranken gewidmet. Zwei Vorläufer der Kapelle von 1344 und 1540 standen mit Siechenhäusern (seit etwa 1240) dichter beim Mühlentor, unmittelbar südlich der Gabelung von Kronsforder und Ratzeburger Allee. Die erste der Kapellen wurde 1534 abgebrochen, um eine drohende Belagerung Lübecks durch Truppen Herzog Christians, dem späteren König Christian III. von Dänemark, zu erschweren. Nach dem zweiten Abbruch 1629, der wegen der Erweiterung der Stadtbefestigung erfolgte, wurde die Kapelle an den heutigen Standort verlagert. Ab 1815 hatte die St.-Jürgen-Schule zunächst ihren Platz im unmittelbar zuvor geschlossenen Siechenhaus. 1834 wurde das zweistöckige Schulhaus an der Ratzeburger Allee errichtet. Die Anlage wird heute von der Wakenitzbrücke der B 75 (St.-Jürgen-Ring) erdrückt.

- Haus Hölzerne Klinke, ein klassizistisches Herrenhaus schräg gegenüber der St.-Jürgen-Kapelle.

- Verwaltungszentrum Mühlentor: Der zwischen zwei Neubauten am Kanal und an der Kronsforder Allee eingekeilte Altbau von Schwiening war ursprünglich Sitz der Landesversicherungsanstalt der Hansestädte. Nach dem Verlust der Eigenstaatlichkeit zog die Landesversicherungsanstalt der Hansestädte 1939 nach Hamburg. In die Lübecker Räume zog stattdessen die Landesversicherungsanstalt Schleswig-Holsteins, die nach zwei Erweiterungen des Altbaus nach dem Zweiten Weltkrieg als Deutsche Rentenversicherung Nord einen Neubau in der Ziegelstraße in Lübeck-St. Lorenz bezogen hat.

- Großsteingrab Blankensee – ein Hünengrab und das älteste Bauwerk in Lübeck-St. Jürgen.

## Kulturdenkmale
- Liste der Kulturdenkmale in Lübeck-St. Jürgen

## Schulen
Schülerzahlen aus dem Schuljahr 2020/2021
Grundschulen
- Paul-Klee-Schule, Alexander-Fleming-Str. (eröffnet 2005), 338 Schüler in 17 Klassen
- Paul-Klee-Schule, Außenstelle Wulfsdorf, Krog (eröffnet 1889, ex GS Hochschulstadt/Wulfsdorf), 36 Schüler in 2 Doppelklassen[5]
- Kaland-Schule, Kalandstraße (eröffnet 1886, ex 1. St.-Jürgen-Schule, neuer Name ab 1934), 333 Schüler in 15 Klassen
- Kahlhorst-Schule, Kahlhorststraße (eröffnet 1906, ex 2. St.-Jürgen-Schule, neuer Name ab 1934, Grundschule seit 2006), 453 Schüler in 23 Klassen
- Kahlhorst-Schule, Zweigstelle Niederbüssau, Krummesser Landstraße (eröffnet 1888, Vorgängerschulen in Kronsforde und Oberbüssau, ex GS Niederbüssau), 94 Schüler in 4 Klassen
- Schule Grönauer Baum, Reetweg (eröffnet 1958, ex Volksschule Wakenitzhof), 218 Schüler in 12 Klassen

Grund- und Gemeinschaftsschulen
- Grund- und Gemeinschaftsschule St. Jürgen (mit Oberstufe), Mönkhofer Weg, entstanden aus ex Klosterhof-Schule (eröffnet 1931) und ex St.-Jürgen-Realschule (eröffnet 1951), 1099 Schüler in 48 Klassen

ehemalige Schulen
- St.-Jürgen-Realschule, Kalkbrennerstraße (eröffnet 1963, ex St. Jürgen-Mittelschule ab 1951)
- Alte-Stadt-Schule, Am Falkenplatz -ehemalige Realschule- (eröffnet 1959 in den Räumen des Gymnasiums am Falkenplatz, dem späteren Thomas-Mann-Gymnasium) {Das Gebäude war ursprünglich – das war schon vor dem Ersten Weltkrieg – die Freese-Schule. Diese, nach dem Namen ihrer Leiterin benannte Schule, musste vor die Tore der Stadt ziehen, da ihr ursprüngliches Gebäude ihr zu klein wurde}. Seit 2011 hat die Volkshochschule Lübeck in dem Gebäude ihre Räume.

## Kirchen
evangelisch-lutherisch:

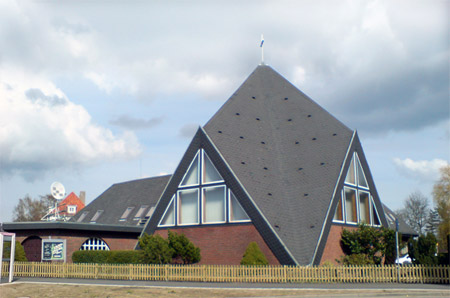
Adventkirche Lübeck

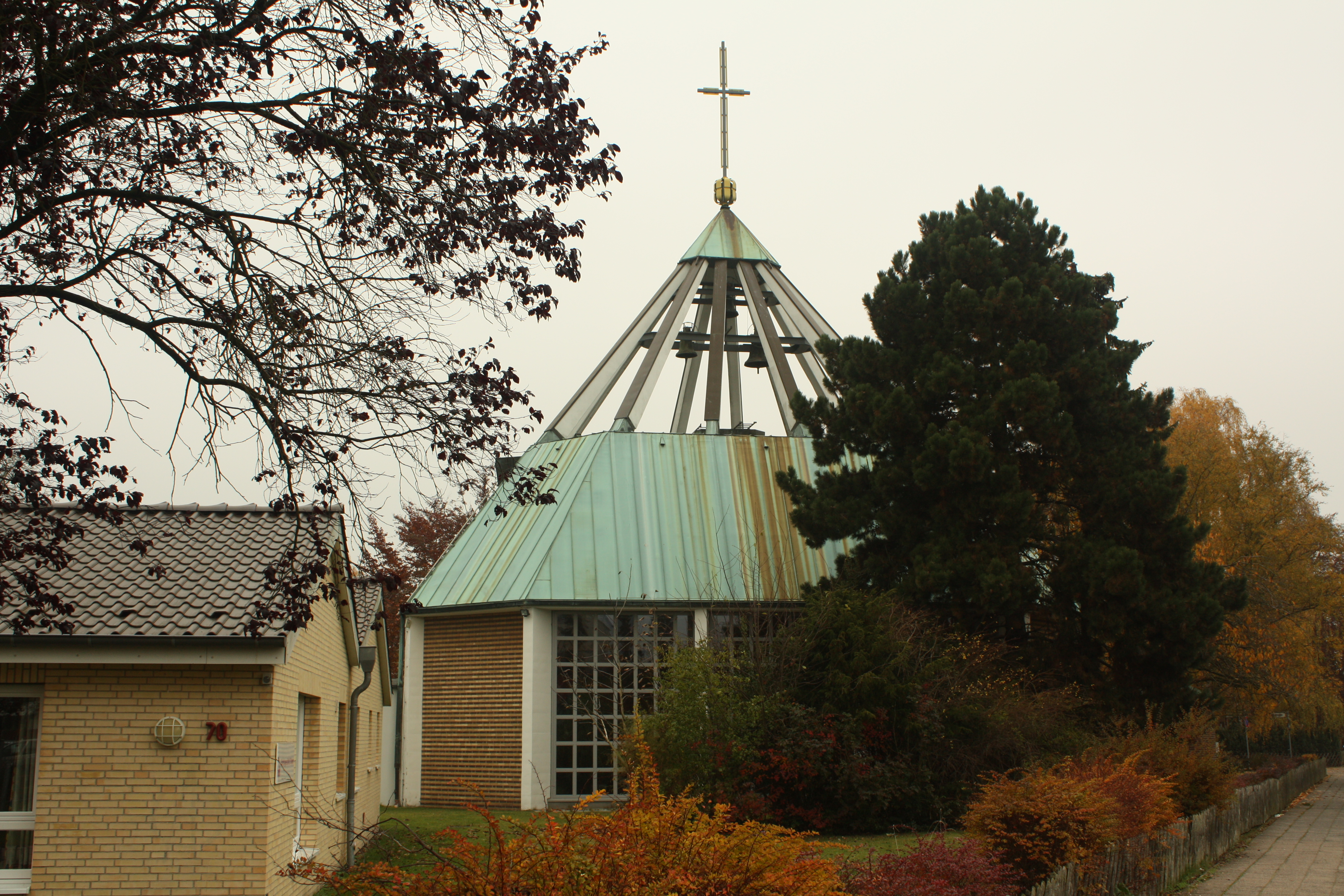
St.-Martin-Kirche zu Lübeck

- St.-Jürgen-Kapelle, Ratzeburger Allee (Vorgänger ab 1330, jetzige Kirche geweiht 1646)
- St.-Martin-Kirche, Kastanienallee (geweiht 1962)
- Kreuz-Kirche, Billrothstraße (geweiht 1971)
- St. Augustinus-Kirche, Falkenhusener Weg (geweiht 1972)
- St. Georg, Niederbüssauer Weg (Genin), (Vorgänger ab 1337)
- OASE, Andachtsraum im Hochschulstadtteil, Alexander-Fleming-Straße

römisch-katholisch:
- St. Vicelin-Kirche, Mönkhofer Weg (geweiht 1956)

evangelische Freikirchen
- Adventgemeinde (Siebenten-Tags-Adventisten), Kronsforder Allee
- Evangelische Freikirche Ecclesia, Krummeck
- Mennonitengemeinde (Mennoniten), Geniner Straße

Sonstige Glaubensgemeinschaften:
- Königreichssaal der Zeugen Jehovas, Kaninchenborn
- Moschee, Kaninchenborn

Ehemalige Kirchen:
- Andreaskirche (Methodisten), Dorfstraße / Ecke Kahlhorststraße (2009 entweiht und im April 2015 abgerissen)

## Stadtgrün, Forsten und Naturschutz
Am Ufer des Elbe-Lübeck-Kanals bilden die Wallanlagen mit dem Kanalufer und dem alten St. Jürgen-Friedhof am Brink eine großzügige, weiträumige Grünanlage.
Gleichfalls am Brink befindet sich der Von-Großheim-Platz, eine 1912 angelegte Parkfläche mit Brunnen.
Im Osten gehört ab Weberkoppel die Wakenitz zum Stadtteil. Beidseits der Wakenitz liegt das Naturschutzgebiet Wakenitz und westlich der Wakenitz das Landschaftsschutzgebiet Wakenitz/Falkenhusen. Mitten durch den Stadtteil verläuft ein Teil der mittelalterlichen Außengrenze Lübecks, der Landgraben als Teil der die Stadt außerhalb noch einmal umschließenden Landwehr, der in die Wakenitz fließt. An der Ratzeburger Allee steht noch die alte Zollstation in der Niederung der Au zur Wakenitz hin. Im Süden und Osten des neuen Hochschulstadtteils wird der Landgraben als Ausgleichsmaßnahme für den Flächenverbrauch neu gestaltet.
Um den Ringstedtenhof herum liegt das Landschaftsschutzgebiet Ringstedtenhof.
Im Hochschulstadtteil entstand Lübecks jüngster Park, der Carlebach-Park, benannt nach der Familie des Lübecker Rabbiners Salomon Carlebach.
In Falkenhusen und Blankensee befinden sich ausgedehnte Stadtforsten. Im Forst Blankensee liegt eines der bekannteren Lübecker Hünengräber – das Großsteingrab Blankensee. Im äußersten Südwesten des Lübecker Stadtgebiets, südlich von Kronsforde und westlich von Krummesse, liegt der Kannenbruch, ein Naturwaldreservat.
Gleichzeitig weist dieser Stadtteil aufgrund seiner Größe in den Außenbereichen noch die meiste landwirtschaftliche Nutzfläche von allen Lübecker Stadtteilen auf.